# Ziegler’sche Mühle

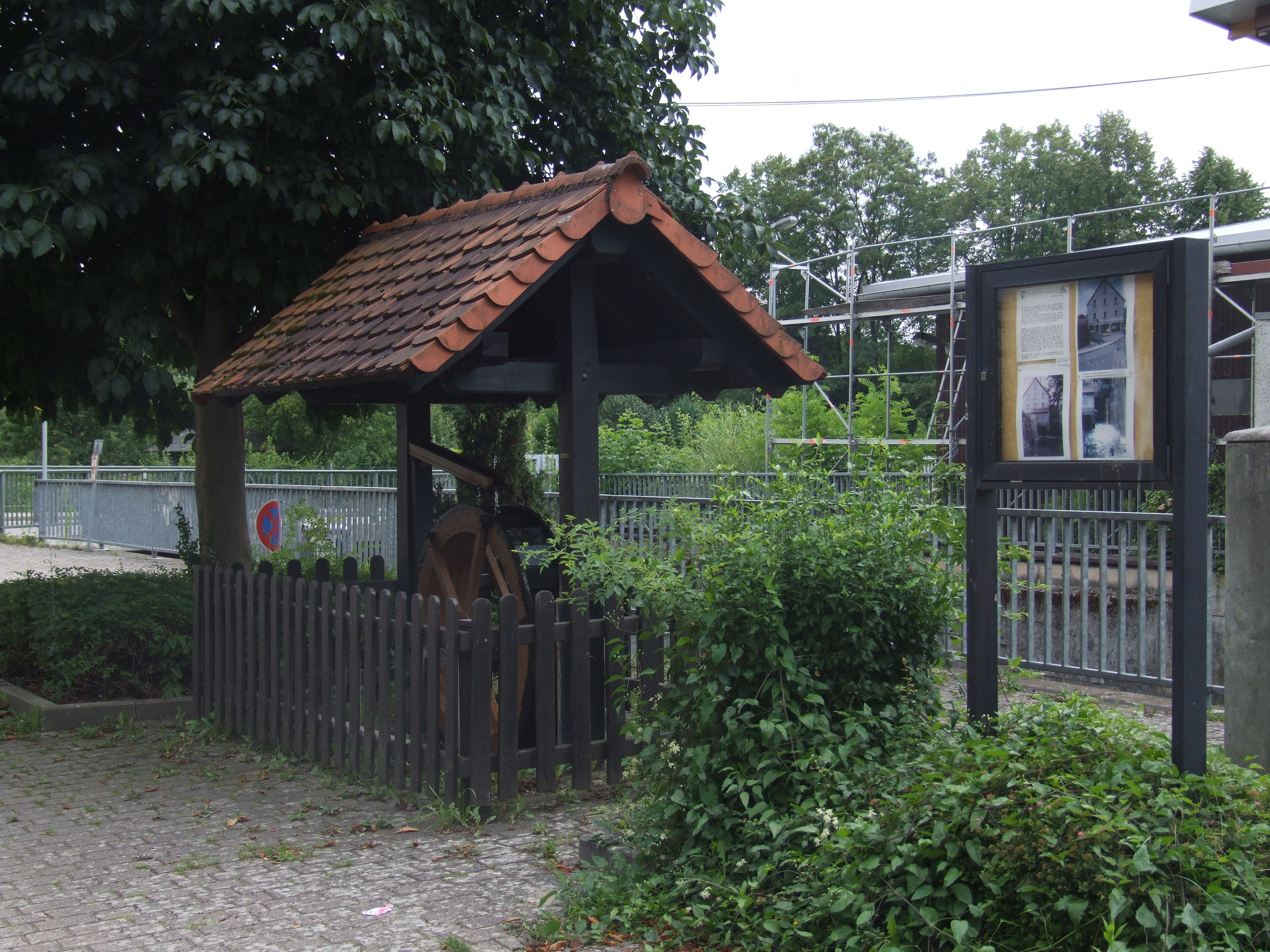
Wasserrad mit Erinnerungstafel an der Schwarzbachbrücke

Die Ziegler’sche Mühle war eine Säge- und Mahlmühle in der baden-württembergischen Gemeinde Eschelbronn im Rhein-Neckar-Kreis. Die Mühlenanlage stand ab 1668 an der Brücke am Schwarzbach und führte sowohl mehrfach zu Kontroversen wegen vertraglicher und rechtlicher Auseinandersetzungen zwischen den Betreibern und der Gemeinde, als auch zu wiederkehrenden, durch ihren Standort verursachten Hochwassern. Im Jahr 1985 wurde sie abgerissen. Heute befindet sich an der Stelle ein Erinnerungsplatz mit einem Wasserrad und einer Informationstafel.
Die Mühle ist der Geburtsort des in China tätig gewesenen Missionars Georg Ziegler.

## Geschichte
Die Scheid- und Sägemühle wurde von dem Sägemüller Hans Rudolf auf einem gemeindeeigenen Grundstück erbaut. Der Bau der Mühle war genehmigungspflichtig und mit detaillierten Auflagen verknüpft. Nach dessen Tod wurde die Anlage Ende des 17. Jahrhunderts von dem Käufer Hans Wolf übernommen.
In der Annahme, auch Grundbesitzer zu sein, plante Wolf ein Wohnhaus neben der Anlage auf der gegenüberliegenden Seite des Schwarzbachs, bekam jedoch hierzu von der Gemeinde keine Baugenehmigung, da lediglich die Anlage, nicht jedoch der Grundbesitz Gegenstand des Kaufvertrags gewesen sei. Zudem spräche gegen den Bau, dass landwirtschaftliche Fuhrwerke und Holztransporte dadurch behindert würden und angrenzende Wiesenbesitzer bereits durch die Mühle verursachte Schäden zu beklagen hätten. Eine Ausdehnung der Anlage sei daher nicht erwünscht.
Wolf wandte sich daraufhin an den Zentgraf Kaufmann der Meckesheimer Zent, der die Gemeinde diesbezüglich um eine Stellungnahme bat. Der Eschelbronner Schultheiß antwortete mit einem Schreiben vom 23. September 1698. Das Zentgericht des Meckesheimer Zent, dem die Bürgermeister aus Meckesheim, Zuzenhausen, Gaiberg, Spechbach, Waldwimmersbach und Eschelbronn angehörten, bestätigte am 23. Oktober 1698 die ablehnende Haltung der Gemeinde zum Bau. Da wohl auch Vieh am Haus gehalten werden sollte, seien zudem die Weingärten am Südhang des Kallenbergs durch das Vorhaben gefährdet.
1710 erwarb Wolf zunächst aus Privatbesitz 23 Ruthen (für 45 Kreuzer pro Ruthe) auf der Flur Kirchwiesen zum Bau eines neuen Mühlengrabens und bekam im Jahr 1722 die Genehmigung der Gemeinde zum Bau einer Hanfreibe und einer Ölmühle. Sein Sohn, der Anwalt Johann Friedrich Wolf, beabsichtigte zudem den Bau einer Mahlmühle, was jedoch zunächst am Widerstand des anliegenden Müllers Hans Georg Schuhmann scheiterte.

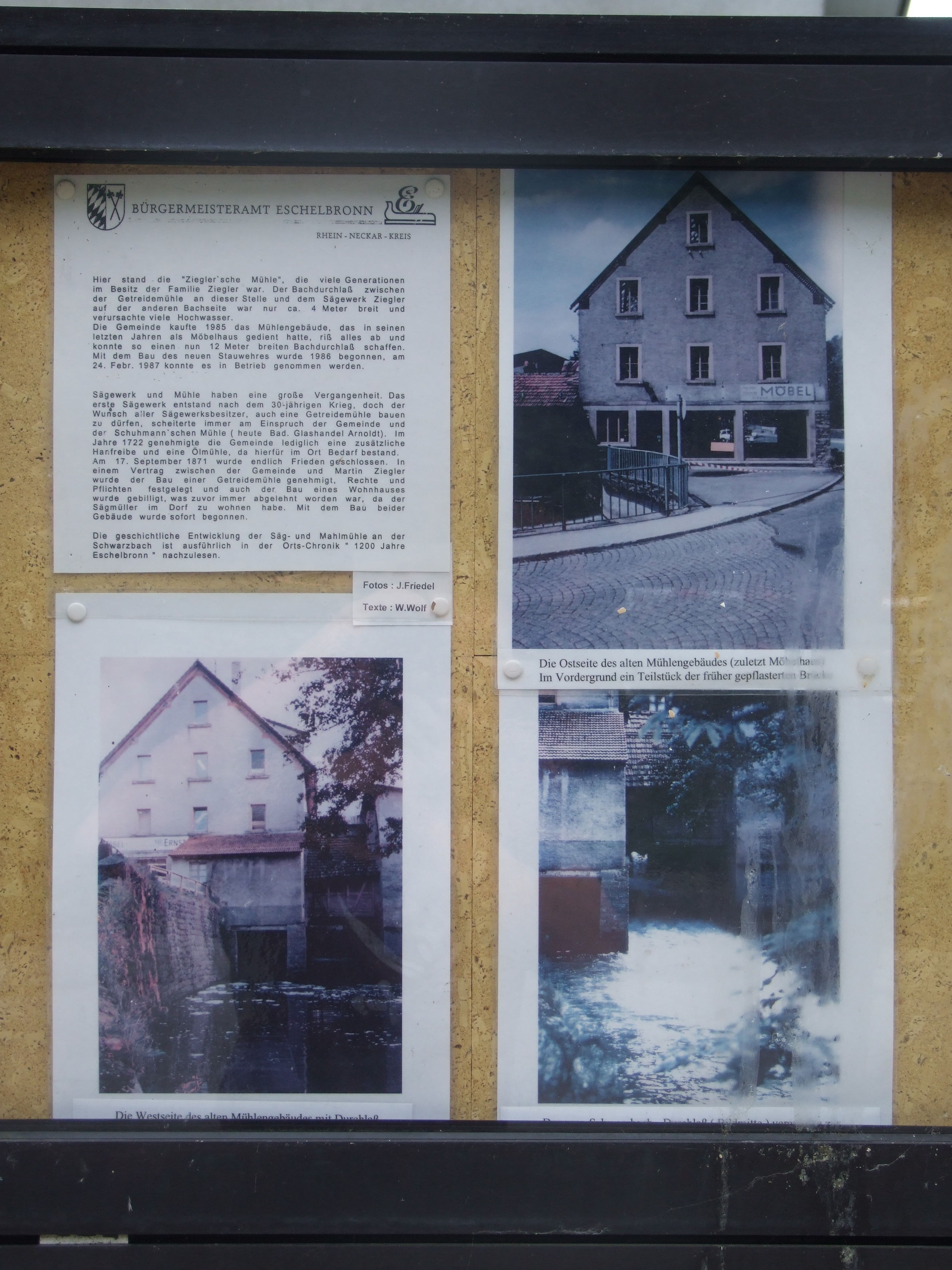
Infotafel Ziegler’sche Mühle

Nachdem Johann Friedrich Wolf um 1738 zum Schultheißen von Eschelbronn gewählt worden war, errichtete er neben der Hanfreibe und der Ölmühle ohne Genehmigung des Bürgermeisteramtes und mit einziger Unterstützung des damaligen Ortsherren Graf von Schönborn doch noch eine Getreidemühle auf dem Areal. Der Gemeinderat reichte daraufhin Klage beim kurpfälzischen Amt Dilsberg gegen Schultheiß Wolf ein. Laut dem Urteil vom 4. Juni 1738, das Wolf am 24. Juni zugestellt wurde, musste dieser den Betrieb der Mahlmühle einstellen und mit dem Abriss des Gebäudes rechnen. Die Vogtsherrschaft beschwerte sich jedoch gegen das Urteil.
Im darauf folgenden Jahr wandte sich die Gemeinde an das Amt Dilsberg und forderte, Wolf als Schultheißen abzusetzen und ihm die Anwaltsrechte zu entziehen. Man warf Wolf vor, Holz für den Eigenbedarf im Wald zu fällen und sein Vieh dort weiden zu lassen, das Wiesental zu ruinieren und den Dorfbrunnen angebohrt zu haben, was einen Wasserausfall zur Folge gehabt hätte. Drei Jahre darauf wurde die Mahlmühle abgerissen und Wolf nicht mehr wiedergewählt. Das Sägewerk wurde weiterhin betrieben.

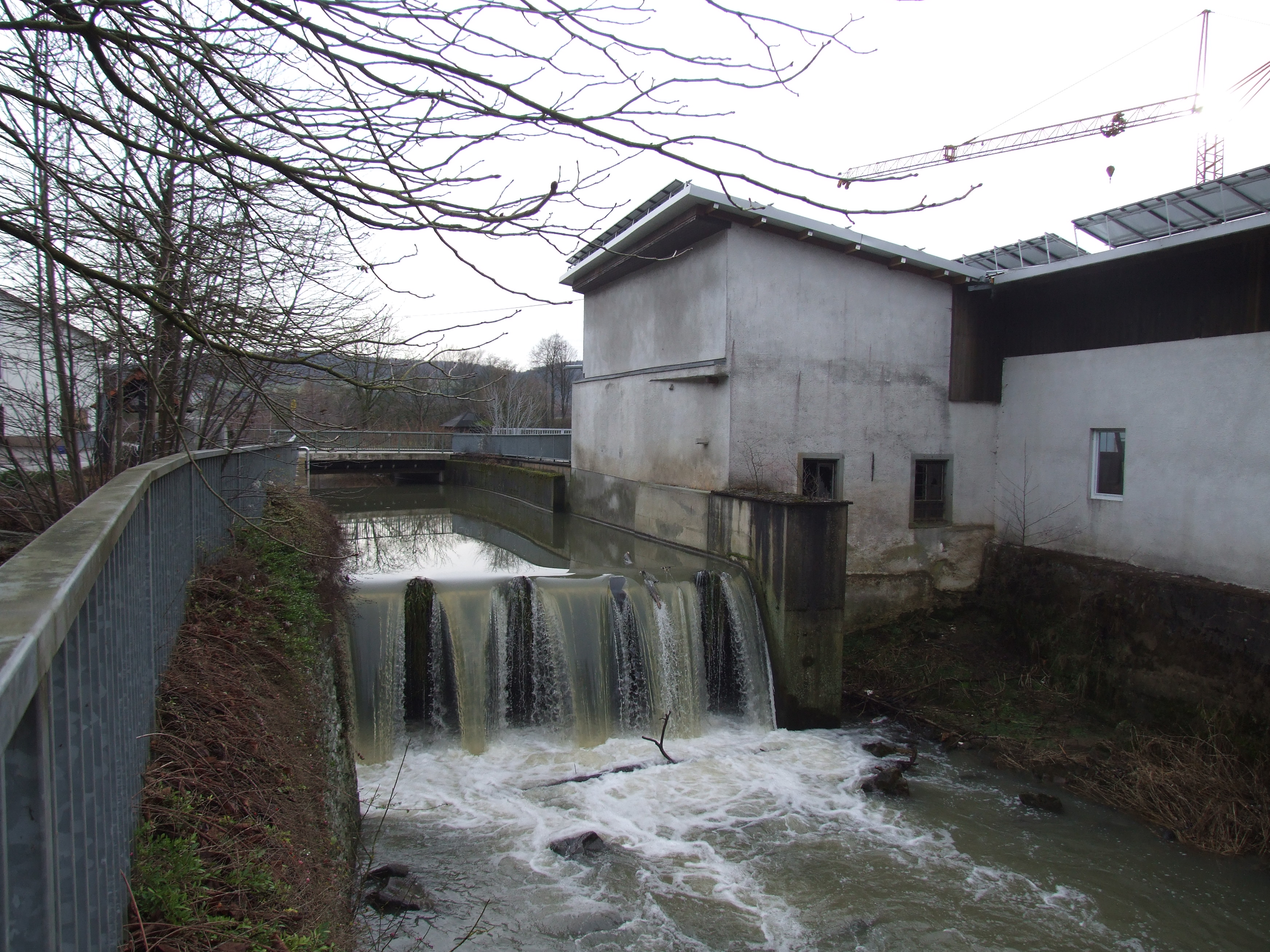
Vor dem Abriss der Mühle bestand an dieser Stelle eine Verengung des Schwarzbachs, was mehrfach zu Hochwasser führte.

Am 12. Januar 1745 stellte Wolf beim pfälzischen Kurfürst erneut einen Antrag zum Bau einer Mahlmühle in Eschelbronn. Nach Bekanntwerden des Antrags in Eschelbronn wandten sich 37 Bürger in einem Schreiben vom 7. Juni 1745 an das Amt Dilsberg und teilten diesem ihre Befürchtung mit, dass der Bau einer Getreidemühle bei schwerem Regen die Schwarzbach stauen und Hochwasser verursachen könne. Da Wolf sich weigerte, der Gemeinde die Gerichtskosten zu erstatten, und keinen Grundzins mehr zahlte, brachen der Eschelbronner und der Spechbacher Bürgermeister sowie drei weitere Personen im Spätjahr 1745 in dessen Haus ein und versiegelten den Fruchtspeicher. Wolf schrieb am 7. Juli 1746 an den Kurfürsten, „daß eine bevorstehende, reiche Ernte den Früchtepreis des beschlagnahmten Getreides verringern würde“. Entsprechend einer Entscheidung des Amts Dilsberg wurde die erbeutete Ware am 16. Juli 1746 versteigert.
Wolf war später als Herrenmüller der Pfeilschen Mühle zu Heidelberg tätig und verkaufte die Eschelbronner Anlage für 225 Gulden an Conrad Schuhmann aus der Nachbargemeinde Zuzenhausen. Der Rechtsstreit mit Johann Friedrich Wolf endete am 12. März 1756 mit einem Vergleich zu Lasten Wolfs. 1755 wurde die Mühle erneut weiterverkauft, an Johann Philipp Schüler aus Zell bei Michelstadt. Schüler beabsichtigte den Bau einer Papiermühle, was ihm jedoch nicht genehmigt wurde, da in der Kurpfalz bereits in Neustadt an der Haardt und in Wald-Michelbach zwei Papiermüller mit zugesicherten Exklusivrechten tätig waren. Später war der Sägemüller Christoph Filsinger Betreiber der Anlage, der sie am 27. Dezember 1804 an Georg Michael Schuhmann verkaufte. Schuhmann betrieb das Anwesen bis 1838 und verkaufte es anschließend an Georg Ziegler aus Neidenstein.
Wiederkehrend kam es zu Auseinandersetzungen zwischen der Gemeinde und den jeweiligen Mühlenbetreibern, da letztere in der Annahme waren, mit dem Kauf der Anlage jeweils auch das Grundstück erworben zu haben, während die Gemeinde jedoch das Gegenteil behauptete und Bodenzins verlangte. Nach einer Bescheinigung des Ratschreibers Dinkel, aus der hervorging, dass Ziegler Bodenzins und Kapital an die Gemeindekasse bezahlt hatte, scheint dieser offenbar als Grundbesitzer im Grundbuch eingetragen worden zu sein, wodurch der andauernde Streit um die Besitzverhältnisse des Areals letztendlich geklärt war.

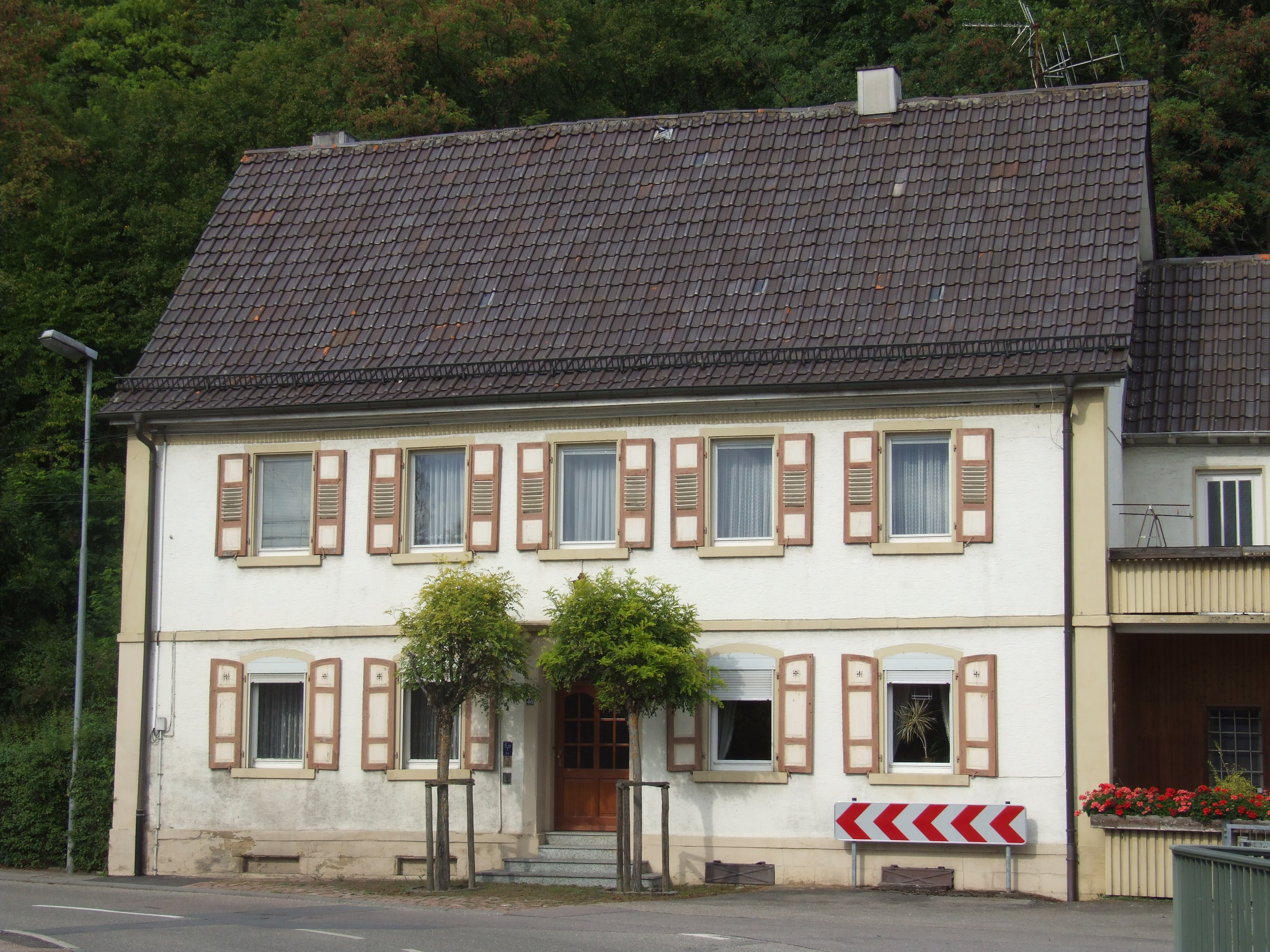
1871 wurde zur Mühle das Wohnhaus angebaut.

Der Sohn Martin Ziegler, Vater des später in China tätig gewesenen Missionars Georg Ziegler, beabsichtigte, wie bereits die Vorbesitzer der Mühle, ebenfalls den Bau eine Mahlmühle. Am 5. April 1871 wurde ihm diesbezüglich vom Bezirksamt Sinsheim zunächst mitgeteilt: „Der Gemeinderat befürchtet, daß bei Vergrößerung des Gewerbebetriebes die Wasserkraft in erhöhtem Maße in Anspruch genommen werde. Ferner bestehe kein Bedürfnis für eine 2. Mühle und so hofft der Gemeinderat mit Sicherheit, daß dem Vorhaben des Martin Ziegler die Genehmigung versagt werde.“ Die Gemeinde schloss am 17. September 1871 dennoch einen Vertrag mit Ziegler, der ihn zum Bau und zur Wiesenbewässerung berechtigte. Im Gegenzug wurde Ziegler dazu verpflichtet, Holz für die Bürger zu schneiden, die Holzbrücke über den Schwarzbach zu unterhalten und den Wasserstand aufrechtzuerhalten. Auch der Bau eines Wohnhauses auf der gegenüberliegenden Bachseite wurde endlich ermöglicht, nachdem die für die vorherigen Besitzer geltende Auflage, innerhalb des Dorfes wohnen zu müssen, entfallen war.

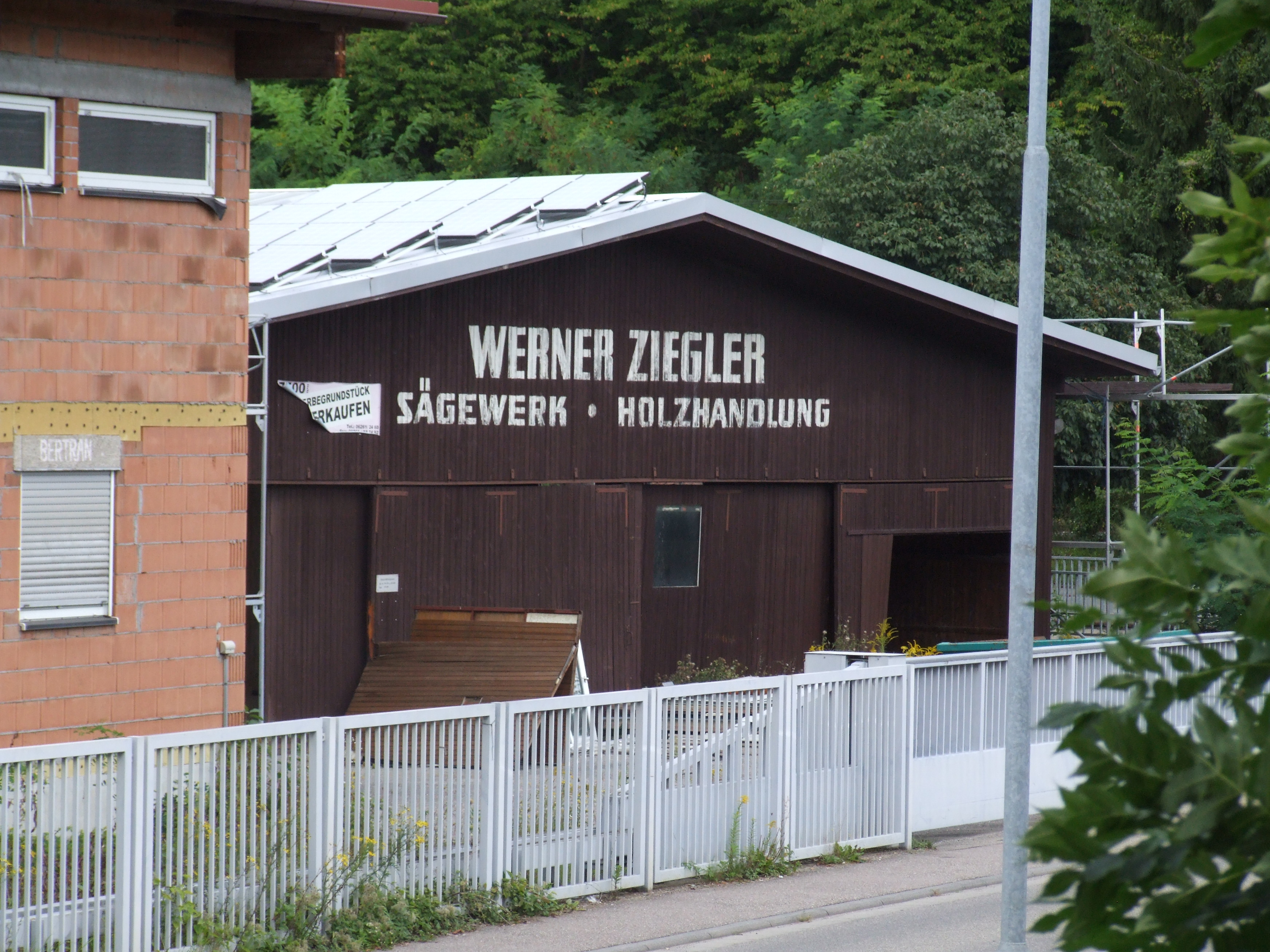
Sägewerk auf dem Gelände der damaligen Ziegler’schen Mühle

Der Bau der Mühle verkleinerte den Wasserdurchlass des Schwarzbachs. Größere Wassermassen bei anhaltendem starken Regen oder Schneeschmelze wurden dabei nicht berücksichtigt, was zu vielfachen Hochwassern und Überschwemmungen des Eschelbronner Ortskerns führte. Nach dem Zweiten Weltkrieg verlor die Mahlmühle auf Grund neuer Großmühlen und der zunehmenden Industrialisierung an Bedeutung und wurde zu einem Möbelhaus umgebaut. 1985 wurde das Grundstück von der Gemeinde Eschelbronn aufgekauft, das Haus am Ufer abgerissen und der Wasserdurchlauf zur Verhinderung weiterer Hochwasser in der Breite auf zwölf Meter verdreifacht.
Weiterhin in Betrieb ist die anliegende Sägemühle, die sich nach wie vor, inzwischen in der sechsten Generation, im Besitz der Familie Ziegler befindet.

## Sonstiges
Ein Bild der Mühle diente 1993 als Motiv der seit 1992 jährlich zum Eschelbronner Adventssingen produzierten Weihnachtstassen der Serie „Alte Ansichten“.